# Odontosciara nyctoptera
Odontosciara nyctoptera är en tvåvingeart som beskrevs av Edwards 1931. Odontosciara nyctoptera ingår i släktet Odontosciara och familjen sorgmyggor. Inga underarter finns listade i Catalogue of Life.